# Стереометрија
Стереометрија (грч. στερεός - чврст, μετράω - мерим) је део елементарне геометрије која изучава својства чврстих тела смештених у простору. Насупрот стереометрији посматра се планиметрија, где се изучавају својства фигура смештених у равни.